# Modeselektor
Modeselektor  — музыкальный дуэт из Берлина, включающий в себя двух продюсеров и «сумасшедших» диджеев Gernot Bronsert и Sebastian Szary. Проект сориентирован в основном вокруг стилей idm, glitch, electro и hip hop. Весь свой материал они собирают на собственно разработанном софте и MIDI-контроллерах, что делает их выступления очень инновационными.

## История
Gernot Bronsert и Sebastian Szary встретились в 1992 году в Берлине на нелегальной андеграундной вечеринке. Вскоре оба решили соединить силы для работы под псевдонимом Fundamental Knowledge, что чётко выражало их позицию относительно электронного звучания. Но в 1996 году они переименовали проект в Modeselektor, слово, которое им дала функция на эффекторе Space Echo. После нескольких лет экспериментов и плотной работы в студии ребята сфокусировали внимание на живых выступлениях.
В 1999 году группа заключает свой первый контракт на ремикширование и начинают работать с Pfadfinderei, берлинским коллективом дизайнеров и виджеев. В 2000 году они знакомятся с техно-дивой Ellen Allien, тогда же запуская собственный лейбл Bpitch Control. Многие звезды в то время решились с ними поработать. Среди них Sascha Ring, известный как Apparat. Их совместный проект имел название Moderat. Pfadselektor, под эти именем они работали совместно с Pfadfinderei. Также они работали с Team Shadetek, с лондонским MC Sasha perera, paul st. hillaire (Rhythm & Sound). Gernot и Sebastian были приглашены в качестве лекторов в Merz Akademie, Штудгарт.
Дуэт является любимым проектом фронтмена группы Radiohead Тома Йорка. Он постоянно рекомендует их в своих интервью и чартах.
Релиз 13 сентября 2007 года под названием «Happy Birthday!» состоялся не без помощи того же Тома Йорка и Maxïmo Park. Альбом был отмечен сразу же после релиза многими музыкальными изданиями. И даже вошел в топ крупного портала Beatport на третье место.
Modeselektor находятся в очень хороших отношениях с Siriusmo, и всегда промоутируют и поддерживают все его релизы и ремиксы

## Дискография

### Альбомы
- Hello Mom! (BPitch Control, 2005)
- Happy Birthday! (BPitch Control, 2007)
- Moderat (BPitch Control, 2009) с Apparat (as Moderat)
- Modeselektion Vol. 01 (2010)
- Monkeytown (2011)
- Who Else (2019)

### DJ mixes
- Boogybytes Vol. 3 — Mixed by Modeselektor (BPitch Control, 2007)
- Body Language Vol. 8 (Get Physical, 2009)

### Синглы
- Death Medley (BPitch Control, 2002)
- In Loving Memory (BPitch Control, 2002)
- Ganes De Frau Vol. 1 (BPitch Control, 2003)
- Auf Kosten Der Gesundheit (BPitch Control, 2003) с Apparat (as Moderat)
- Turn Deaf! (BPitch Control, 2004)
- Hello Mom! The Remixes (BPitch Control, 2006)
- Weed Wid Da Macka (Shockout, 2006)
- The Dark Side Of The Sun (BPitch Control, 2007) with Puppetmastaz
- Happy Birthday! Remixes #1 (BPitch Control, 2008), includes The White Flash (Trentemøller Remix) as the B-side.
- Happy Birthday! Remixes #2 (BPitch Control, 2008), includes The Black Block (Marcel Dettman, Rustie, Bytone Remix).
- Happy Birthday! Remixes #3 (BPitch Control, 2009), includes various remixes of 2000007 feat. TTC & Suckerpin.
- Evil Twin feat. Otto von Schirach (Monkeytown Records, 2012)

### Ремиксы
- Miss Kittin — «Professional Distortion (Modeselektor’s Big Muff Mix)»
- Thom Yorke — Skip Divided (Modeselektor Remix)
- Björk — Dull Flame Of Desire (Modeselektor’s Rmx For Girls)
- Björk — Dull Flame Of Desire (Modeselektor’s Rmx For Boys)
- Boys Noize — Jeffer (Modeselektor Remix)
- Bonaparte — Computer in Love (Modeselektor Remix)
- Roots Manuva — Witness (Modeselektor’s Troublemaker Remix)
- Apparat and Raz Ohara — Holdon (Modeselektor Remix)
- Headhunter — Prototype (Modeselektor Remix) [TEMP046]
- Radiohead — Good Evening Mrs Magpie Rmx
- Trentemøller — Tide (Modeselektor’s Last Remix Ever)